# ジェイムズ・ワズワース
ジェイムズ・サミュエル・ワズワース（英:James Samuel Wadsworth、1807年10月30日-1864年5月8日）は、アメリカ合衆国の慈善事業家、政治家であり、南北戦争では北軍の将軍だった。1864年5月の荒野の戦いで戦死した。

## 初期の経歴
ワズワースはニューヨーク州西部のリビングストン郡ジェネシオで裕福な両親のもとに生まれた。父のジェイムズ・ワズワースは州内でも最大の耕作地資産の一つを所有する者であり、息子のワズワースはそれを承継する責任を満たすように育てられた。ハーバード大学とイェール大学の双方で学び、法律を勉強して法廷弁護士として認められたが、法律実務に入る意図は無かった。ワズワースはその家産を運営することで人生の大半を過ごした。1834年にフィラデルフィア出身のメアリー・クレイグ・ウォートンと結婚した時にジェネシオにハートフォード・ハウスを建てた。
ワズワースは「ノブレス・オブリージュ」（高貴なる者の義務）という感覚から慈善事業家になり、民主党員としてまず政界に入ったが、その後自由土地党創設者の一人となり、それが1856年に共和党と合流した。1861年、戦争を回避するために北部と南部の穏健派が非公式に集まったワシントン平和協議会委員となった。しかし、戦争が避けられなくなった後は、志願兵になろうと考えた。

## 南北戦争での従軍
南北戦争が始まった時、ワズワースは全く軍隊経験が無かったが、1861年5月にニューヨーク州民兵隊の少将に任官された。7月8日の第一次ブルランの戦いの時は、アービン・マクドウェル少将の市民参加副官として仕えた。マクドウェルはワズワースを指揮官に推薦し、8月9日に准将に指名された。10月3日にポトマック軍マクドウェル師団で第2旅団長となった。その後、1862年3月17日までポトマック軍第1軍団第3師団の第2旅団長だった。
3月17日から9月7日まで、ワズワースはワシントンD.C.の軍事地区指揮官となった。ジョージ・マクレラン少将の半島方面作戦を準備する間、マクレランがバージニア半島に大部隊を連れて行く作戦なので、首都を守るには兵士が足りないと、エイブラハム・リンカーン大統領に苦情を言った。リンカーンがマクレランの作戦を取り消し、1個軍団全体をワシントン防衛に充てたので、マクレランとワズワースの間には気まずい感情が生まれた。ワズワースはマクレランの軍隊で従軍する見込みが無かったので、ニューヨーク知事選で反戦をうたう民主党のホレイショ・シーモアに対抗する候補者になることを認めていたが、軍隊の現役任務から去ることを辞退し、選挙は落選した。
マクレランがポトマック軍を去った後、かつ北軍がフレデリックスバーグの戦いで大敗を喫した後で、第2軍団第2師団長に昇進したジョン・ギボン准将に代わって、ワズワースは1862年12月27日に第1軍団第1師団長に指名された。ワズワースは1863年6月15日までこの師団を指揮したが、1月と3月に合計で約10日という短期間だけ第1軍団を指揮することがあった。
ワズワースは隊員の福祉面を良く面倒見て、食事や宿舎が適切であるように確保することに努力したので新しい師団では広く尊敬された。またワズワースが北軍に大変傾倒しており、快適な生活を捨てて報酬の引き合わない軍隊に仕える途を選んだので、隊員は感心してもいた。
ワーズワースとその師団は1863年5月のチャンセラーズヴィルの戦いで最初の試練を受けた。フレデリックスバーグより下流でラッパハノック川を渡る操軍で躊躇いがちに出発したために、この戦闘ではほとんど交戦することなく終わってしまった。ゲティスバーグの戦いでの功績はかなり内容のあるものになった。1863年7月1日、ジョン・F・レイノルズ少将の第1軍団の前衛として戦場に到着し、その朝と午後は圧倒的な南軍による攻撃の矛先に耐えた。その部隊は西と北からの攻撃に耐えることができ、町の南にある高地を十分な部隊が確保する時間的余裕を作り出し、結果的に戦いに勝利した。しかし、ワズワースの師団がその夜ゲティスバーグの町を抜けてセメタリーヒルに撤退した時までに、師団の損失率は50%以上に達した。その師団はこの損失にも拘らず、2日目にはカルプスヒルの一部の防衛を任された。第12軍団の大半が軍隊の左側面に行くように命令されたとき、ワズワースはカルプスヒル頂上を守っているジョージ・S・グリーン准将の旅団の支援に3個連隊を派遣した。
第1軍団はゲティスバーグでの損失が激しかったために、ポトマック軍が1864年3月に再編されたとき、残っていた連隊は他の軍団に分散された。ワズワースは8ヶ月間の休暇の大半を使ってミシシッピ川流域の有色人部隊を検査した後、第5軍団第4師団長に指名された。この師団は元率いていた師団の部隊と、以前はアブナー・ダブルデイ少将が率いていた部隊で構成されていた。このことは、ワズワースの同僚の多くが軍隊再編時に任官も無いままにされるか、あるいは小さな他の場所での任務に送られたことでも、ゲティスバーグでの功績を評価されたということが分かる。

### 荒野の戦いと戦死
1864年のユリシーズ・グラント中将によるオーバーランド方面作戦の開始時点にあたる荒野の戦いで、ワズワースはガバヌーア・ウォーレン少将の隊5軍団でその師団を率いた。この日、ワズワースはグラント軍の師団長では最年長の56歳であり、次に来る者よりも9歳年長だった。5月5日、ワズワースは反転して北軍陣地の左翼を守るよう命令された。しかし、荒野の深い下藪の中で方向を見失い北に彷徨い出て、突然の激しい攻撃にその部隊側面を曝してしまい、ワズワース師団の次に来ていた師団にも同じことが起こってしまった。
ワズワースは5月6日に配下の損傷を受けていない2個旅団（もう一つの旅団はその左手で北軍部隊と衝突してしまい付いてこられなかった）を転回させようとしているときに、後頭部を撃たれて致命傷を負った。ワズワースは落馬し、その師団を追撃していた南軍兵に捕らえられた。ワズワースは南軍の野戦病院で2日後に死んだ。ワズワースの義理の息子モンゴメリー・ハリソン・リッチーが南軍のキャンプに行ってその遺骸を引き取ってきた。
ワズワースが負傷する前の日に少将に昇進していたが、この任命は取り消され、その代わりにゲティスバーグと荒野での功績で、1864年5月6日付けで少将に名誉昇進した。
ワズワースの遺骸はジェネシオに戻され、そこのテンプルヒル墓地に埋葬された。

## 遺産
モンゴメリー・リッチーは義父が死んだ数週間後に戦闘中に罹った病気で死んだ。サウスダコタ州のワズワース砦は1864年にワズワースに因んで名付けられた。ニューヨーク港の防衛拠点の一つ、スタテン島のワズワース砦も同様である。それはヴェラザノ・ナローズ・ブリッジの陰にある。
ワズワースの息子、ジェイムズ・ウォルコット・ワズワース・シニア、および孫のジェイムズ・ウォルコット・ワズワース・ジュニアはニューヨーク州の成功した政治家になった。娘のコーネリア・ワズワース・リッチー・アデア（1837年-1921年）は、アイルランドのドニゴール県にあるグレンヴィーグ城、およびテキサス州パンハンドルの大JA牧場の女主人として著名になった。